# 1530-ті

## Події
- 1534—1537 — війна Великого князівства Московського з Великим князівством Литовським;
- 1535 — Туніська війна;
- 1538 — Перша громадянська війна в Казахському ханстві;

## Монархи
- Королем Англії був Генріх VIII.
- Великим князем Московським до 1533 року був Василій III, надалі ним формально був Іван Грозний, але управління державою здійснювали його мати та з 1538 року - боярська рада.
- Імператором Священної Римської імперії все десятиліття був Карл V, який при цьому одночасно був регентом Іспанії при власній матері, королеві Хуані I Божевільній.
- Король Польщі — Сигізмунд I Старий.
- Королем Франції був Франциск I.
- Папою Римським до 1534 року був Климент VII, потім - Павло III.